# Puławy
Puławy là một thị trấn thuộc huyện Puławski, tỉnh Lubelskie ở đông-nam Ba Lan. Thị trấn có diện tích 50 km². Đến ngày 1 tháng 1 năm 2011, dân số của thị trấn là 48578 người và mật độ 962 người/km².